# 京都球侠
《京都球侠》，是1987年上映的一部电影，由谢洪執導、宝丽娜·拉芳等人参演，该作讲述的是清末年间，一些人组织一个球队来挑战外国足球队的故事。

## 電影內容
清朝末年，有一个外国足球队与清朝官员举行了一场比赛，而由于外国球队队员羞辱人们等原因，于是一个人决定组建一个球队来击败这个外国球队，从而给人们洗辱雪耻。
虽说最后，这个球队击败了外国人，并且他们也因此受到了外国球队的尊敬。但是最后他们还是被清朝官员处死。即使有一个外国人想要救下他们这些人，不过这些人还是坦然的往刑场走去……

## 演员表
- 张丰毅
- 陈佩斯
- 姜昆
- 宝丽娜·拉芳
- 孙敏
- 于绍康
- 王姬
- 刘江
- 唐杰忠
- 里坡
- 管宗祥
- 欧阳奋强
- 高强
- 高保成
- 于凌达
- 曹蓬
- 王建军
- 李德华
- 袁茂川
- 蒋德鑫
- 刘斌
- 童自荣

## 职员表
- 责任编辑:梁沪生
- 顾问:曾雪麟
- 拟音:郑路
- 特技设计:廖小安
- 特技摄影:王其伦
- 演奏:峨影乐团
- 指挥:邱正桂
- 歌词:谢洪
- 独唱:孙国庆

## 所获奖项
- 1998年，陈佩斯凭借该作获得了第十一届《大众电影》百花奖中的最佳男配角奖。
- 1989年，孙敏凭借该作获得第二届表演艺术学会奖金凤凰奖中的学会奖。

## 備註
1. ↑  李玲. . 2016年.
2. ↑  . 2015年.
3. ↑  李道新. . 2005年.
4. ↑  朱蓬蓬. . 2015年.
5. ↑  王丽娟. . 2020年.

## 外部連結
- 豆瓣电影上《京都球侠》的資料 （简体中文）
- 互联网电影数据库（IMDb）上《京都球侠》的资料（英文）
- 香港影庫上《京都球侠》的資料（繁體中文）